# Epistulae ex Ponto
Le Epistulae ex Ponto (in latino: Lettere dal Ponto) sono un'opera composta da Ovidio durante la sua relegatio.
Si tratta di 46 epistole in distici elegiaci suddivisi in quattro libri, di cui i primi tre furono pubblicati nel 12 d.C., mentre il quarto, che comprende epistole databili tra la fine del 14 e l'estate del 16 d.C., fu pubblicato postumo.

## Contenuto
A differenza dei Tristia, elegie i cui destinatari restano anonimi, i destinatari delle Epistulae sono influenti personaggi della cerchia di Augusto, ai quali Ovidio si rivolge affinché intercedano per lui presso l'imperatore.
I temi delle lettere sono comunque vicini a quelli dei Tristia: il poeta si mostra affranto e pentito per il suo error (la colpa nei confronti di Augusto che ha motivato il suo allontanamento da Roma, forse la pubblicazione dell'Ars amatoria) e auspica di essere perdonato o, almeno, di essere trasferito in una località diversa dall'aspro e selvaggio Ponto.
Rispetto alle descrizioni implacabili e mordaci dei Geti che Ovidio fornisce nei Tristia (dove essi sono descritti come barbari pronti a farsi giustizia da soli e derisi per abbigliamento e costumi), si nota nelle Epistulae un tono più conciliante nei loro confronti: probabilmente per opportunismo, Ovidio proclama di amare gli abitanti di Tomi, e che addirittura la città gli è divenuta cara quanto Delo a Latona.
Sul piano stilistico le Epistulae mostrano un Ovidio ormai spento e ripetitivo nei temi e negli espedienti: egli stesso ha piena coscienza della scarsa varietà degli argomenti delle lettere, di cui afferma di vergognarsi. Nostalgia e malinconia sono le sfumature dominanti della parola poetica delle lettere.